# ADMV-Rallye-Meisterschaft
Die ADMV-Rallye-Meisterschaft ist eine jährlich in Deutschland stattfindende nationale Rallye-Serie, welche vom Allgemeinen Deutschen Motorsport Verband ausgetragen wird und inoffiziell auch als „Ostdeutsche-Rallyemeisterschaft“ bekannt ist.
Seit dem Jahr 1991 nehmen Fahrer an den Rennen in verschiedenen Bundesländern teil, um dabei Punkte für den Meisterschaftssieg zu sammeln. Im Jahr 2017 werden Rennen in Thüringen, Sachsen, Sachsen-Anhalt, Brandenburg und Niedersachsen ausgetragen.
Die im Jahr 2017 insgesamt 14 Rallyes umfassenden ADMV-Rallye-Meisterschaften sind offen für Veranstalter und Fahrer aus allen Verbänden.
Die Gliederung erfolgt in fünf verschiedenen Serien:
- ADMV-Rallye-Meisterschaft für National-A-Rallyes und Rallye 70,
- ADMV-Rallye-Pokal für Rallye 35 und Rallye 70,
- Sächsische Rallye-Meisterschaft als Landesmeisterschaft
- ADMV-Rallye-Landesmeisterschaft Sachsen-Anhalt/Berlin-Brandenburg
- ADMV-Histo-Rallye-Cup für ältere Fahrzeuge, die die Rallyes als Gleichmäßigkeitsprüfung bestreiten

Mit Läufen zur Deutschen Rallyemeisterschaft, einer internationalen Schotter-Rallye (Lausitz-Rallye) und Rallye-70-Events auf verschiedenen Untergründen, gilt die ADMV-Rallye-Meisterschaft als anspruchsvollste Regionalserie Deutschlands.